# Гаврило Дорофейович
Гаврило Дорофейович  (Дорофеєвич, близько 1570 — після 1624) — давньоукраїнський вчений, учитель і перекладач.

## З життєпису
У 1590 році належав до Львівського братства. У 1594 для вдосконалення знання грецької мови прибув до Острозької академії, де з перервами навчався до 1596. У міжчассі викладав грецьку мову у Львівській братській школі. Після придбання Києво-Печерською лаврою друкарні Гедеона Балабана переїхав до Києва (не пізніше 1616), де працював учителем грецької мови та перекладачем у лаврській школі. Переклав з грецьких творів Івана Золотоустого — «Книгу о священстві», що була видана Львівським братством (1614), та «Бесіду на діяння святих апостолів», видрукувану лаврською друкарнею (1624). У львівському виданні 1614 вміщено також оригінальні вірші Гаврила Дорофейовича на актуальні теми — про користь старослов'янської мови, про боротьбу з симонією.
Належав до Києво-Печерського науково-літературного гуртка. На початку XVII століття в Києво-Печерському монастирі архімандрит Єлисей Плетенецький об'єднав поетів, перекладачів, видавців, теологів (Йов Борецький, Захарія Копистенський, Олександр Митура та ін.), які намагалися піднести роль і значення Києва в культурному житті України.

## Твори/праці
- [Вірші]. В кн.: Українська поезія. Кінець XVI — початок XVIII ст. К., 1978.